# Kommissar Bellamy
Kommissar Bellamy, Alternativtitel Kommissar Bellamy – Mord als Souvenir, ist ein französischer Kriminalfilm von Claude Chabrol aus dem Jahr 2009. Es war der letzte Kinofilm, den Chabrol realisierte.

## Handlung
Kommissar Paul Bellamy macht mit seiner Frau Françoise Urlaub in Nîmes. Zur Ruhe kommt er jedoch nicht. Um das Haus schleicht seit einigen Tagen ein Mann, der schließlich mit Bellamy in Kontakt tritt. Er stellt sich ihm als Noël Gentil vor, hat jedoch falsche Papiere bei sich. Der Mann gesteht, einen Mann indirekt getötet zu haben und nun untergetaucht zu sein. Er hat eine Frau sowie eine Geliebte, die Podologin Nadia, mit der er ins Ausland gehen will. Um seine Frau nicht mittellos zurückzulassen, inszenierte er seinen eigenen Tod. In seinem Auto, das von einer Klippe stürzte und ausbrannte, saß jedoch nicht er, sondern der andere Mann, der für ihn ums Leben kam. Gentil zeigt Bellamy das Foto des Toten, und auf Françoises Hinweis hin erkennt auch der Kommissar, dass dieser Mann Gentil selbst sehr ähnlich sieht.
Bellamy sucht Gentils Frau auf, die Gentils wahren Namen verrät: Er heißt Emile Leullet, war ihr gegenüber stets großzügig, doch hatten beide kein Liebesleben. Leullet hatte stattdessen eine Geliebte, die er beim Tanzen kennengelernt hatte. Frau Leullet übergibt Bellamy einen Film einer Tanzveranstaltung, auf der ihr Mann zu sehen ist. Bellamy erkennt nun, dass Leullet bzw. Gentil und der vermeintlich ermordete Mann auf dem Foto identisch sind. Er sucht Nadia auf, die ihm gesteht, in die Sache einbezogen worden zu sein. Leullet habe seinen Tod vortäuschen wollen und dafür einen ihm möglichst ähnlich sehenden Mann gesucht. Er fand ihn im Obdachlosen Denis Leprince. Zur eigentlichen Tat war sie jedoch nicht anwesend, da sie während der letzten Autofahrt vorzeitig ausgestiegen sei.
Bellamy befragt nun Leullet, der meint, dass Leprince habe sterben wollen. Er sei an einer Tankstelle kurz weggewesen. Bei seiner Rückkehr war Leprince mit dem Wagen verschwunden und hat wohl Selbstmord begangen. Leprinces Todessehnsucht wird von der Baumarktsangestellten Claire Bonheur bestätigt, die mehrere Jahre mit Leprince zusammenlebte, bevor er sozial abrutschte. Auch der Weg, den Leprince zunächst mit Leullet gefahren ist, lässt sich logisch erklären. Sie fuhren nach Sète, wo Leprince das Grab seines Idols Georges Brassens aufsuchen wollte.
Die Dinge überschlagen sich: Leullets Frau stirbt an einem Aneurysma, Nadia hat ein Verhältnis mit dem ermittelnden Kommissar und Leullet verschwindet spurlos, stellt sich aber kurz darauf der Polizei und wird verhaftet. Bellamy organisiert ihm einen Anwalt, der mit Claire befreundet ist und der im Gericht unter anderem mit dem Gesang von Brassens-Chansons Leullets Freilassung erwirken kann. Bellamy ist anschließend unsicher, ob er richtig gehandelt hat, da Leullet und Nadia beim Freispruch zu triumphieren scheinen.
Privat hat Bellamy andere Probleme: Während des Falls zieht sein jüngerer Halbbruder Jacques im Ferienhaus ein und zeigt einmal mehr, warum er das schwarze Schaf der Familie ist. Er trinkt, stiehlt und benimmt sich vor anderen Gästen daneben. Immer wieder eskaliert die Situation zwischen Bellamy und Jacques, bis dieser schließlich Bellamys Pistole und Wagen stiehlt und davonfährt. Jacques verunglückt, als sein Wagen eine Klippe hinabstürzt – ganz ähnlich wie Leprinces Tod.

## Produktion

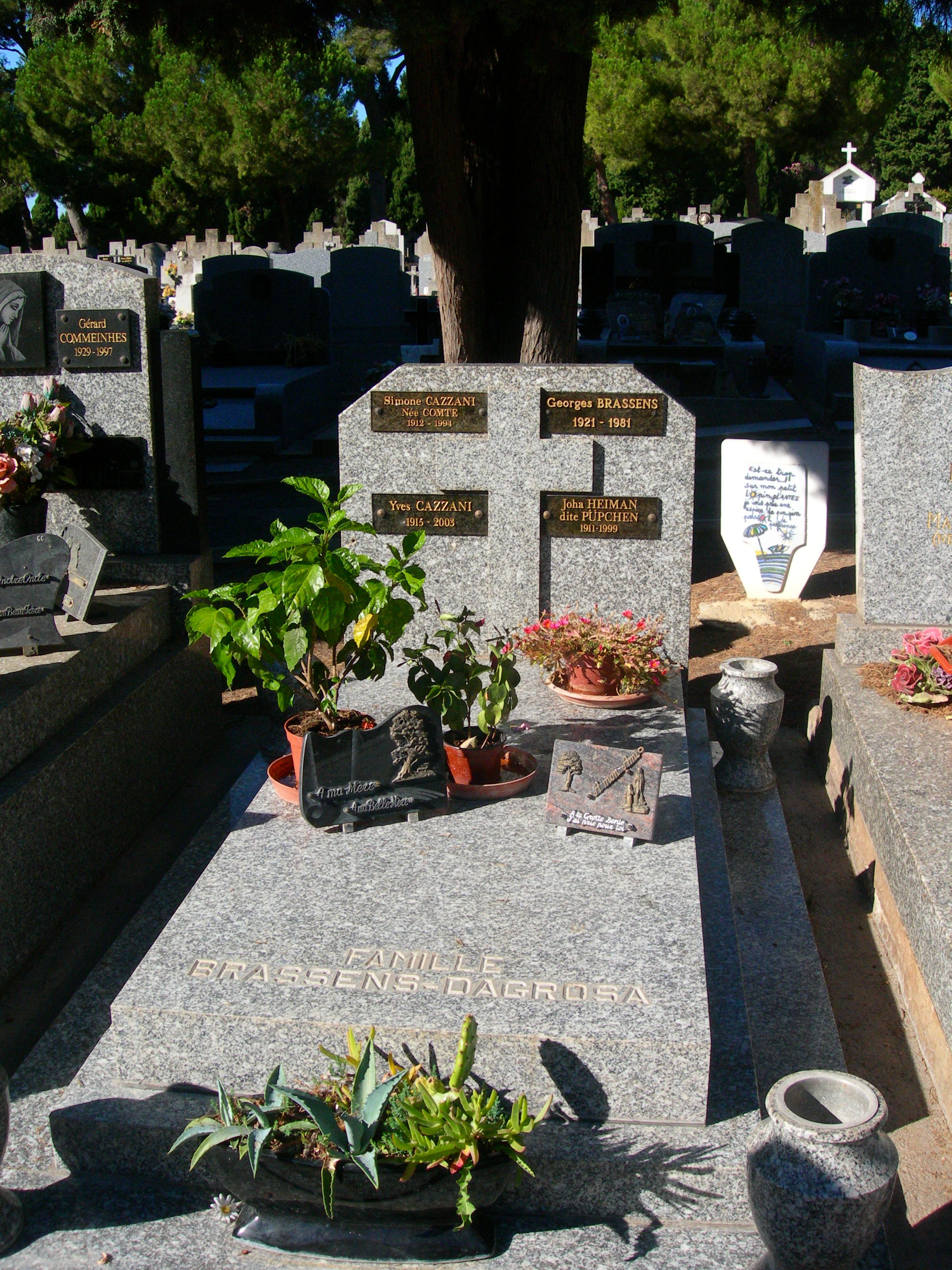
Das Grab von Georges Brassens, ein Drehort des Films

Kommissar Bellamy beruht auf einem wahren Fall: Yves Dandonneau hatte 1987 seinen eigenen Tod vorgetäuscht, um die Lebensversicherung zu kassieren.  Der Film wurde unter anderem in Nîmes und Umgebung sowie Montpellier gedreht. Die Eingangsszenen entstanden am Grab von Georges Brassens auf dem Friedhof de Py in Sète, zu sehen ist zudem das Justizgebäude in Nîmes sowie ein Motel in Caissargues, in dem Szenen um Leullet gedreht wurden. Die Kostüme schuf Mic Cheminal, die Filmbauten stammen von Françoise Benoît-Fresco.
Kommissar Bellamy erlebte am 8. Februar 2009 im Rahmen der Berlinale 2009 seine Premiere, wo er im Rahmen der Reihe Berlinale Special lief. Er kam am 25. Februar 2009 in die französischen Kinos und wurde von rund 358.000 Zuschauern gesehen. In Deutschland lief der Film am 9. Juli 2009 in den Kinos an und wurde am 3. Dezember 2009 auf DVD veröffentlicht. Das Erste zeigte den Film am 23. Oktober 2011 erstmals im deutschen Fernsehen.
Es war der letzte Spielfilm, den Claude Chabrol als Regisseur realisierte. Zudem handelte es sich um die einzige Zusammenarbeit von Chabrol und Gérard Depardieu.

## Synchronisation
| Rolle                                        | Darsteller       | Synchronsprecher   |
| -------------------------------------------- | ---------------- | ------------------ |
| Paul Bellamy                                 | Gérard Depardieu | Manfred Lehmann    |
| Jacques Lebas                                | Clovis Cornillac | Olaf Reichmann     |
| Noël Gentil / Emile Leullet / Denis Leprince | Jacques Gamblin  | Bernd Vollbrecht   |
| Françoise Bellamy                            | Marie Bunel      | Christin Marquitan |
| Nadia Sancho                                 | Vahina Giocante  | Luise Helm         |
| Madame Leullet                               | Marie Matheron   | Martina Treger     |
| Claire Bonheur                               | Adrienne Pauly   | Sandra Schwittau   |

## Kritik
Der film-dienst nannte Kommissar Bellamy einen „unaufgeregt unterhaltsame[n] Kriminalfilm“ und eine Hommage an Georges Simenons Kommissar Maigret. Der Film sei ein „elegantes, wunderbar abgründiges Psycho-Versteckspiel von Claude Chabrol“, meinte Der Spiegel.
Für Cinema war der Film ein „mildes, aber auch recht müdes Alterswerk“, dem der „gewohnte Biss“ fehle. „Die umständlich konstruierte Story und die künstliche Atmosphäre lassen keine Spannung aufkommen.“ Die Frankfurter Allgemeine Zeitung kritisierte ebenfalls „die selbstverliebte Umständlichkeit […], mit der sich Chabrol durch die vertrauten Höllen seiner Provinzbourgeoisie bewegt.“